# Klenzau

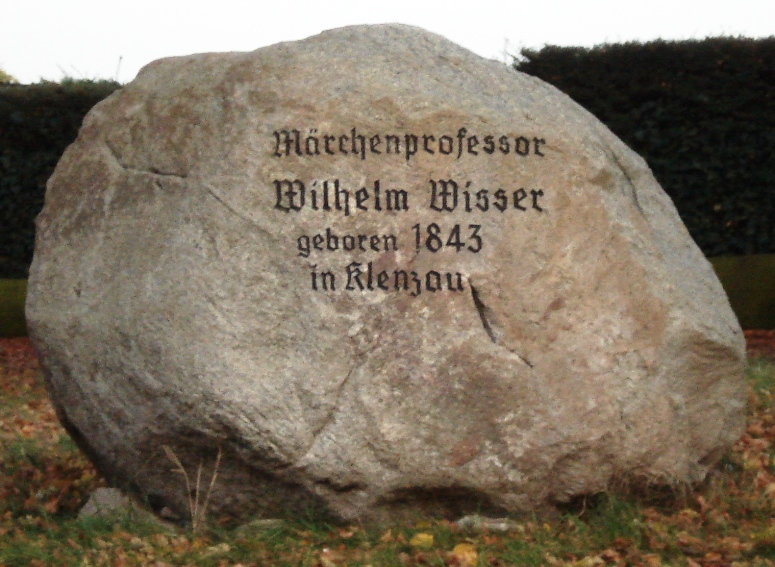
Der Gedenkstein für Wilhelm Wisser in Klenzau

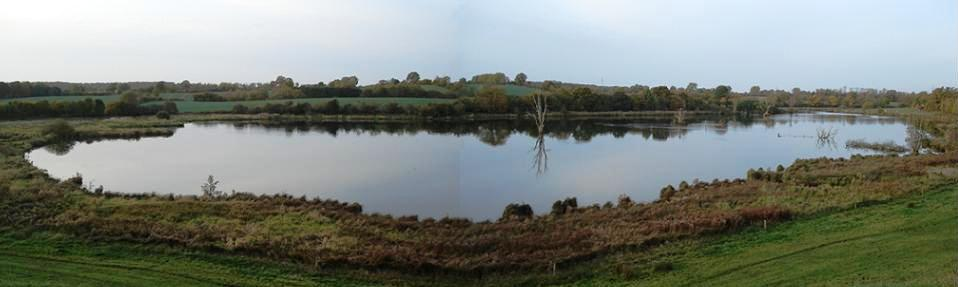
Der Klenzauer See

Klenzau ist ein Ortsteil der Gemeinde Bosau im Amt Großer Plöner See im Kreis Ostholstein in Schleswig-Holstein.

## Geographische Lage
Klenzau liegt im Südosten des Gemeindegebiets der Gemeinde Bosau südlich des Klenzauer Sees.

## Geschichte
Der Ortsname spricht für eine wendische Gründung. 1442 wurde Klenzau („Klenzowe“) vom Lübecker Bischof Nikolaus II. Sachau erworben und gehörte später zum Amt Eutin, ab 1879 zur Landgemeinde Eutin. 1933 wurde der Ort in die Gemeinde Bosau eingegliedert.

## Wirtschaft
Der Ort besteht aus Wohnhäusern und hat drei Bauernhöfe.

## Persönlichkeiten
Bekanntester Klenzauer ist der hier geborene Wilhelm Wisser.